# Agustín Ibarrola Goicoechea
Agustín Ibarrola Goicoechea   (Basauri, 18 d'agost de 1930 - Galdakao, 17 de novembre de 2023) va ser un gravador, pintor i escultor basc. Va ser fundador i membre d'Equipo 57, un col·lectiu d'artistes fundat a París.

## Biografia
Ibarrola es va formar principalment de manera autodidacta. En els seus inicis la seva obra es va orientar plenament cap a la crítica del franquisme, fet que va ocasionar el seu empresonament en diverses ocasions. Posteriorment, la seva producció artística va esdevenir més continguda, i els elements plàstics van passat a predominar per damunt dels continguts ideològics. Les temàtiques de les seves obres són pròpies del realisme social i tendeixen a un esquematisme geomètric.
Més endavant es va involucrar en moviments socials per la lluita contra el terrorisme d'ETA en el País Basc, i va ser un dels membres fundadors de la plataforma ¡Basta Ya! i del Foro d'Ermua. També va manifestar diverses vegades el seu suport al partit UPyD, que va néixer dins de ¡Basta Ya!, i fins i tot va cedir dues obres seves per a ser subhastades per tal de recaptar fons per al partit. L'any 2012 va ser un dels 40 intel·lectuals signants del manifest federalista «Con Cataluña, con España», en defensa de la Constitució espanyola de 1978 i en contra del creixent moviment independentista català.

## Galeria d'imatges

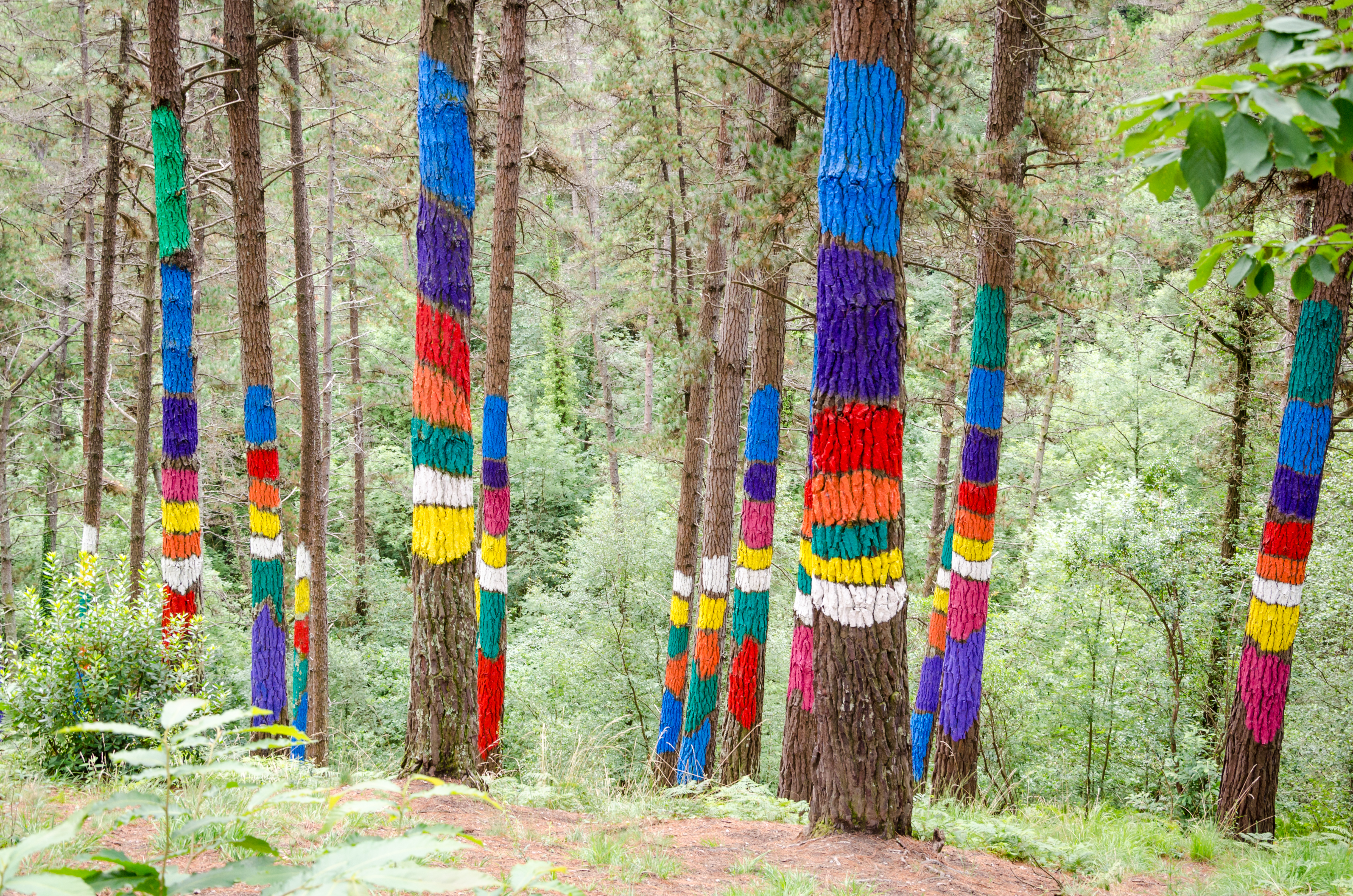
Bosc d'Oma, prop de Gernika.
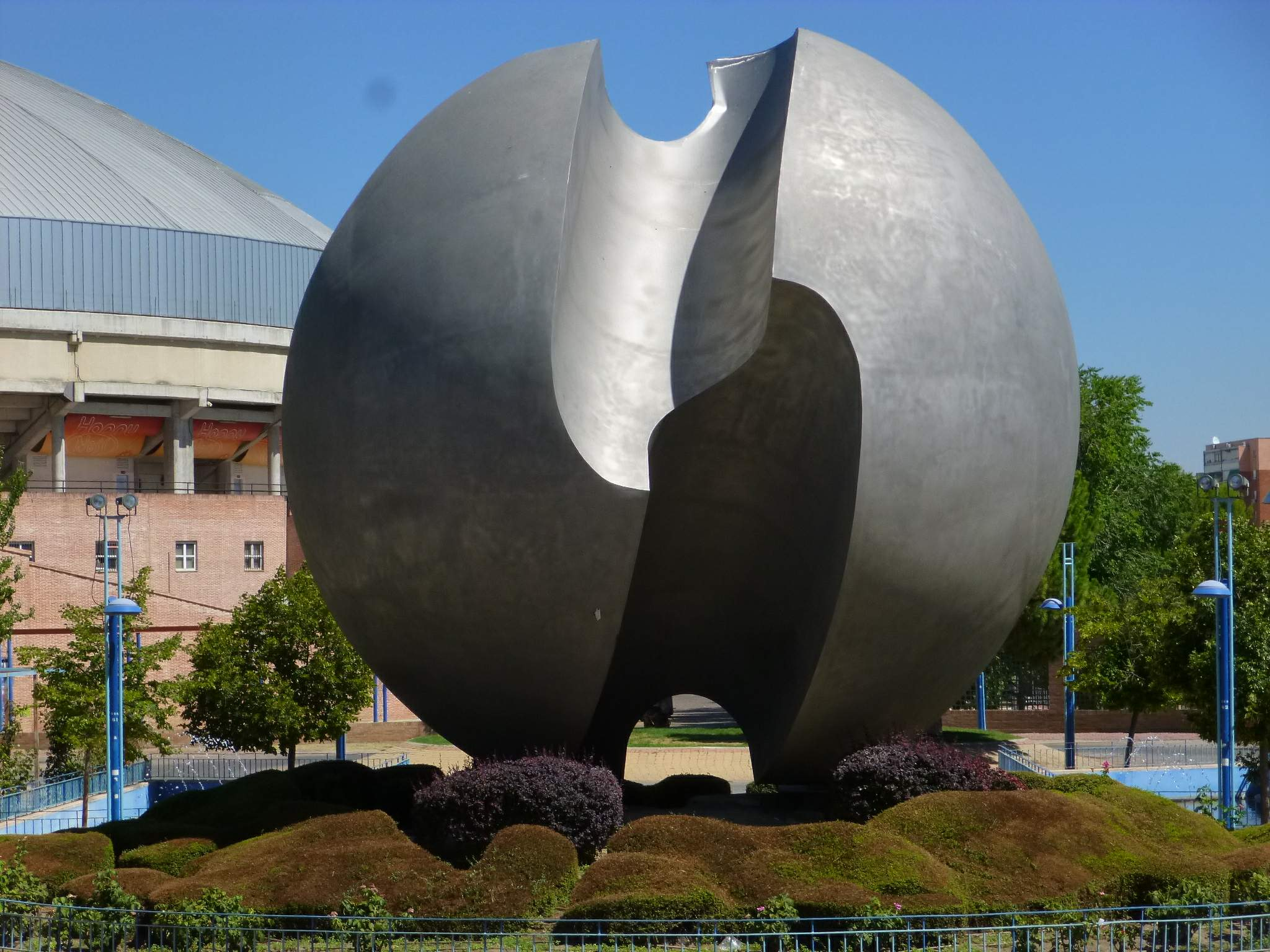
Satélite, al Museu d'Escultura de Leganés (Madrid)
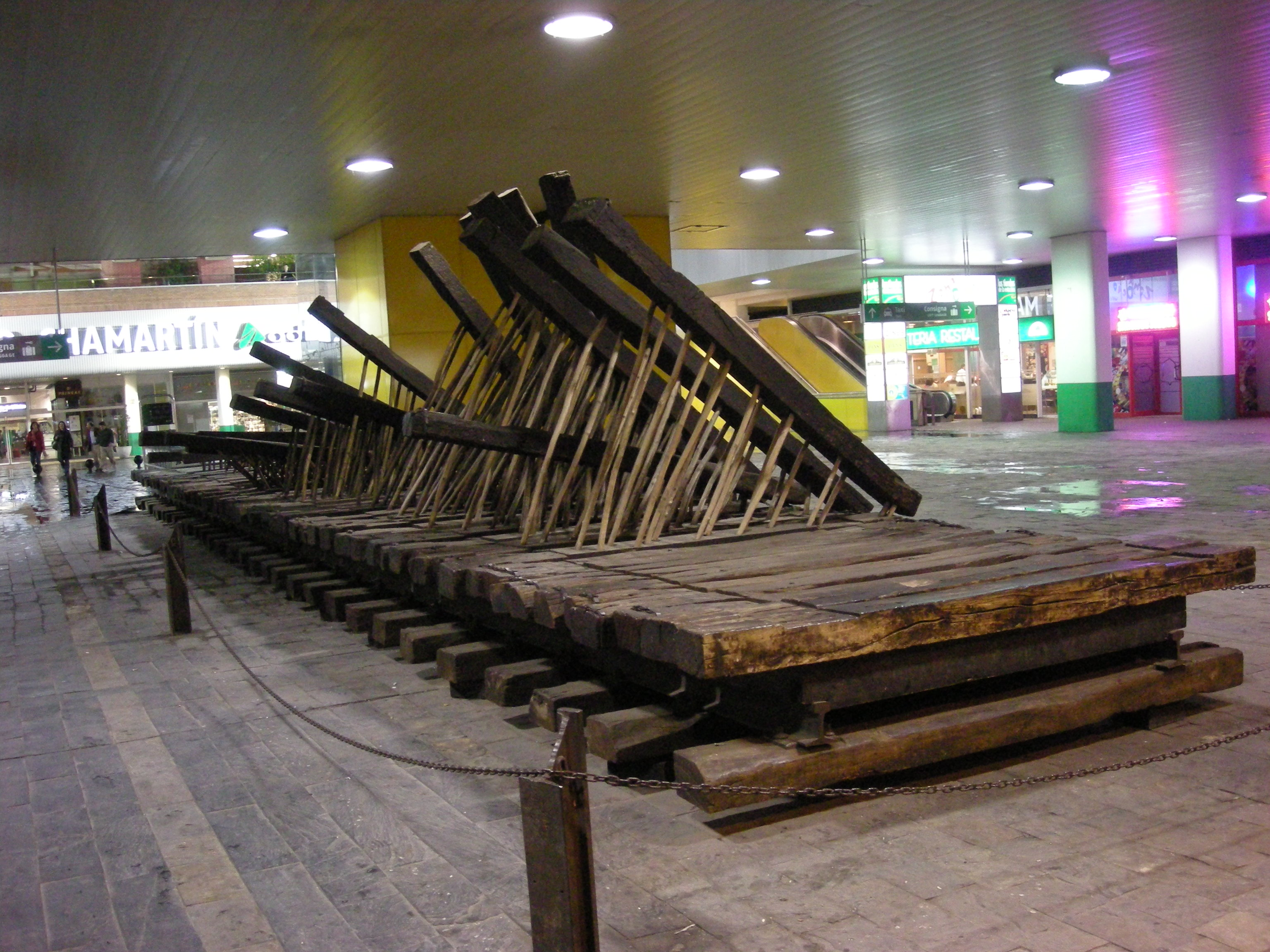
Ola a ritmo de txalaparta, a l'estació de Madrid-Chamartín
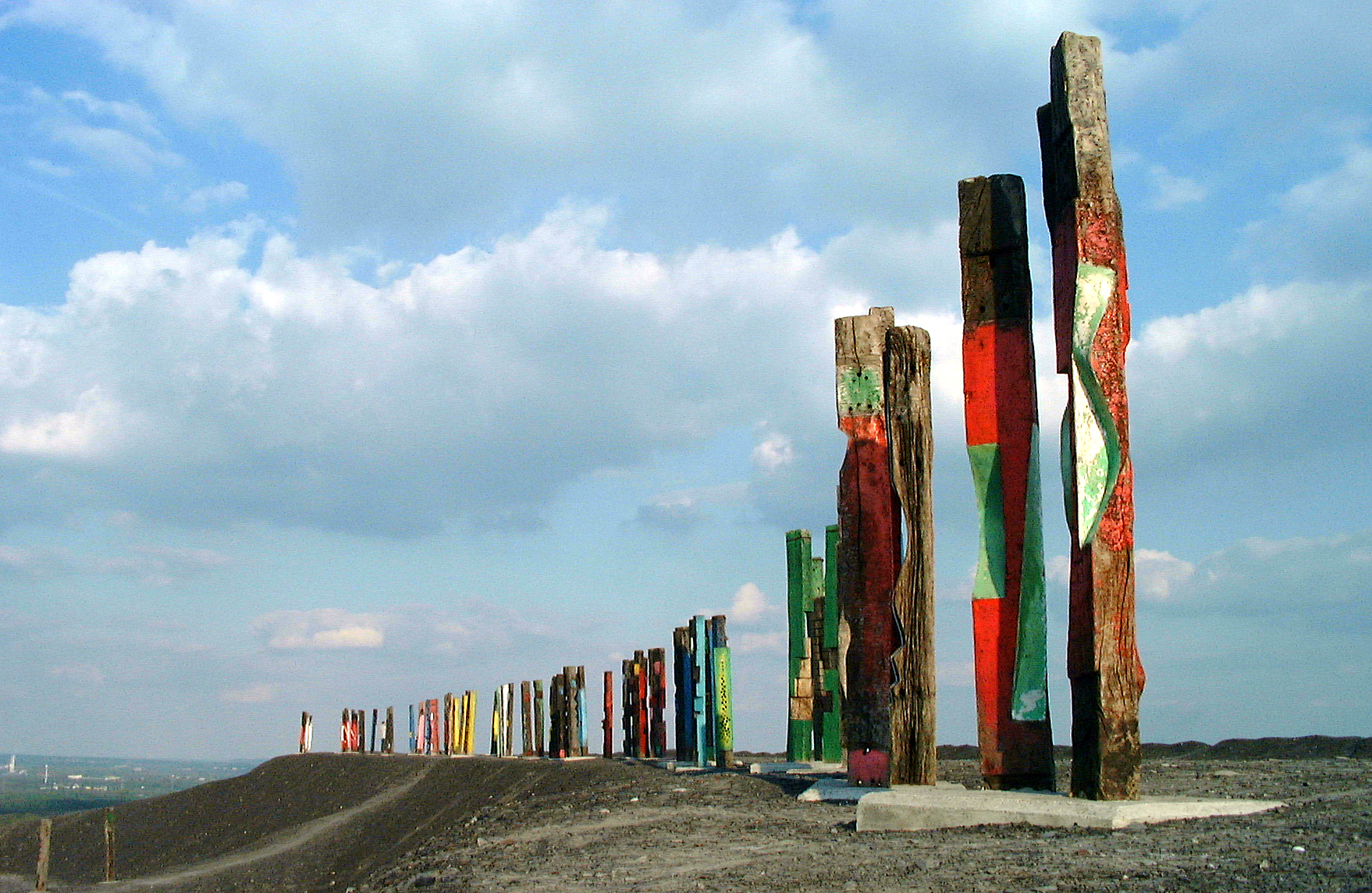
Totems, a Halde Haniel (Bottrop, Alemània)
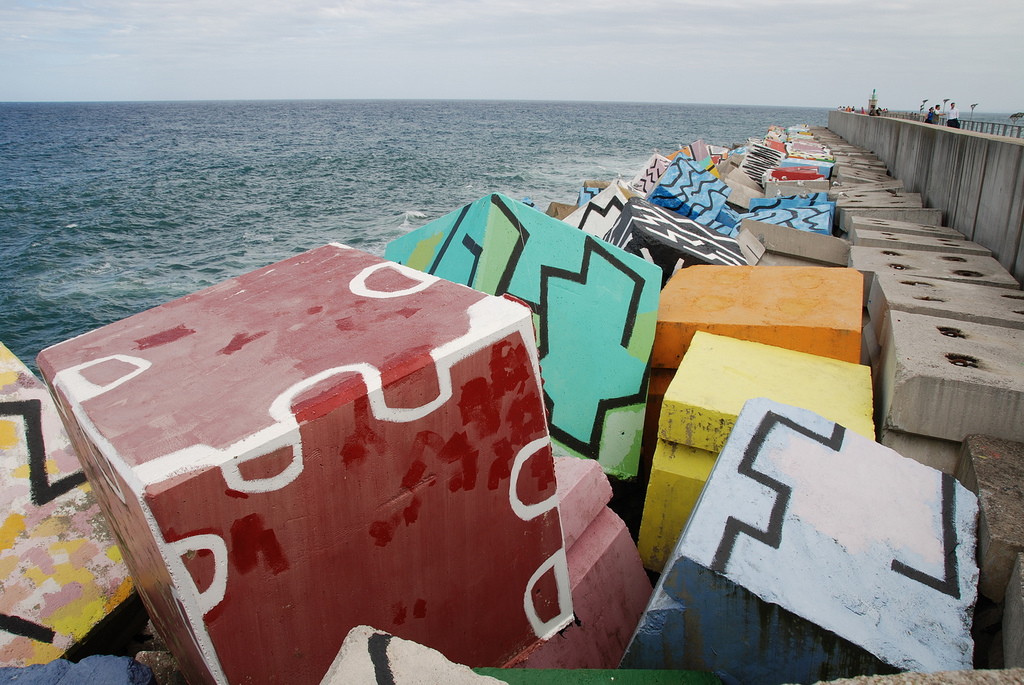
Cubos de la memoria, a Llanes (Astúries)
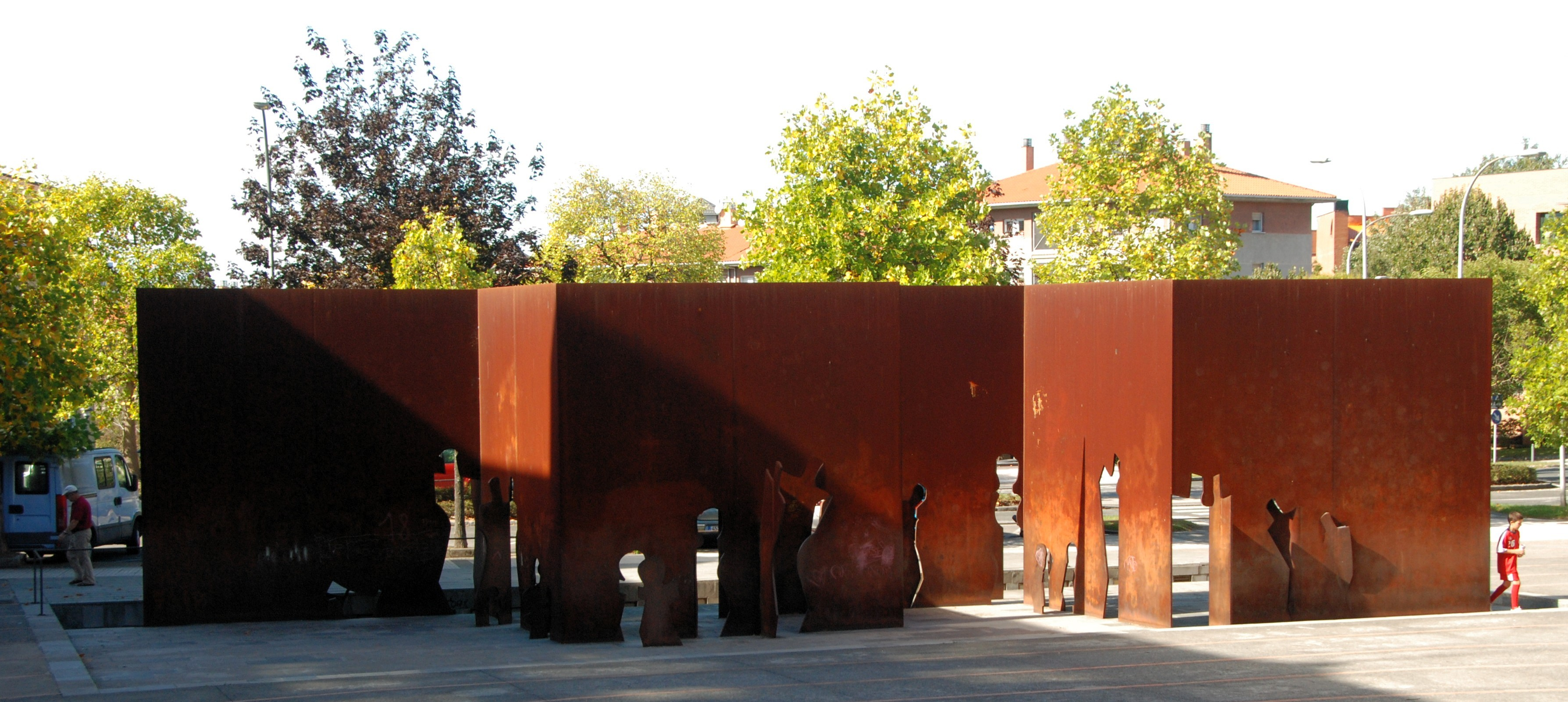
Siluetak, a Donosti (Guipúscoa)
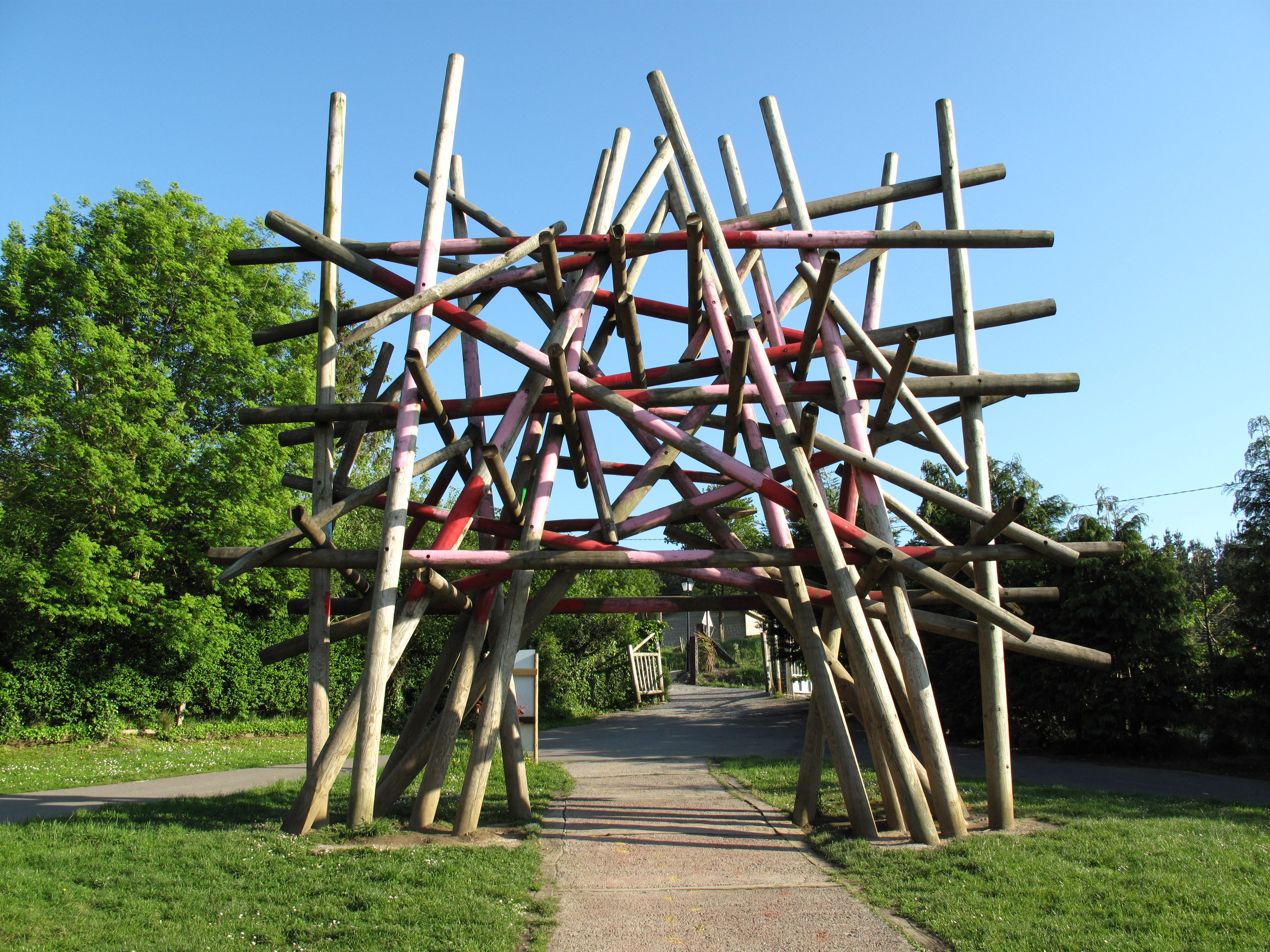
Totem babeslea, a Kortezubi (Biscaia)
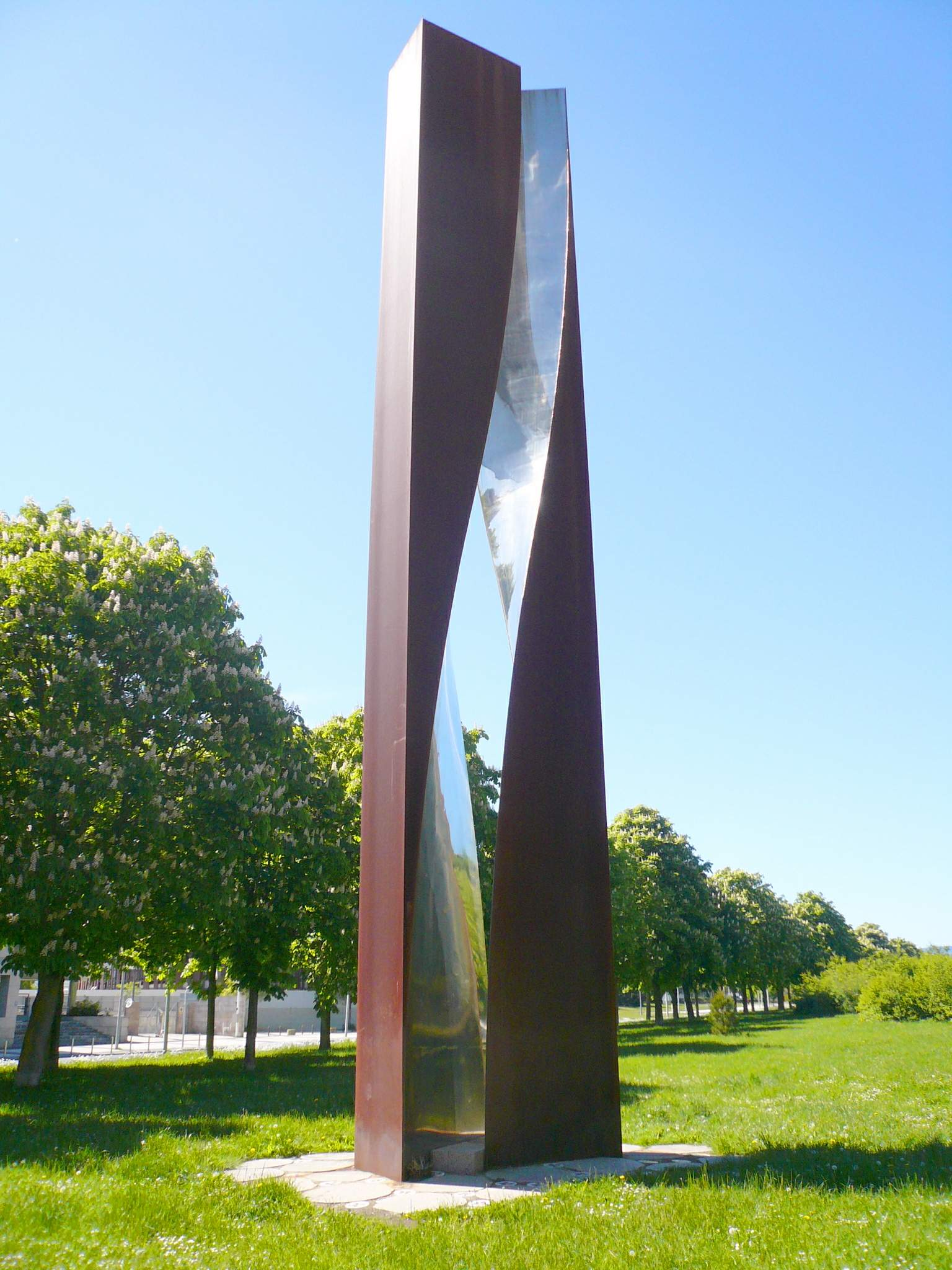
Monumento a las Víctimas de ETA, a Vitòria (Àlaba)